# Vilémovice, Blansko
Vilémovice là một làng thuộc huyện Blansko, vùng Jihomoravský, Cộng hòa Séc.